# Неон червоний
Неон червоний (Paracheirodon axelrodi) — одні з найкрасивіших, улюблених і відомих акваріумних риб. Ці риби дуже миролюбні. Відкриття цього помітного виду виявилося для акваріумістів усього світу величезної сенсацією. Вже незабаром після посадки збирається зграя, яка навряд чи розпадеться. Чим більше число риб, тим більше враження справляє ця зграя. Воліють акваріум з густою рослинністю і темним дном. Призначені для утримання в змішаних акваріумах з водою, багатої киснем і без нітратів. Вода: 24-27 °С; рН 5,0-6,5; м'яка, dH 3-8 °. Ареал проживання: Колумбія, Бразилія (басейн річки Ріу-Негру).

Червоних неонів відловлюють у чорних водах лівої частини басейну Ріу-Негру. Самки неонів завдовжки 3 см, самці 3 см. За формою тіла і забарвленням риба нагадує звичайного неона, але тіло в неї трохи вище і міцніше. Червоне сяйво розливається по всій нижній частині тіла від голови до хвоста. Великі очі свідчать про те, що в місцях їхнього поширення завжди панує напівтемрява.